# Cali Reszef
Cali Reszef (hebr.: צלי רשף, ang.: Tzali Reshef lub Tzaly Reshef, ur. 23 czerwca 1953 w Izraelu) – izraelski prawnik i polityk, w latach 2002–2003 poseł do Knesetu z listy koalicji Jeden Izrael.
W wyborach parlamentarnych w 1999 nie dostał się do izraelskiego parlamentu. 21 sierpnia 2002 objął mandat po rezygnacji Ra’anana Kohena. Nigdy więcej nie zasiadał w Knesecie.